# Gymnoschoenus
Gymnoschoenus Nees è un genere di piante erbacee della famiglia Cyperaceae endemico dell'Australia.

## Tassonomia
Il genere comprende due specie:
- Gymnoschoenus anceps (R.Br.) C.B.Clarke
- Gymnoschoenus sphaerocephalus (R.Br.) Hook.f.